# I. e. 377
Évszázadok: i. e. 5. század – i. e. 4. század – i. e. 3. század
Évtizedek: i. e. 420-as évek – i. e. 410-es évek – i. e. 400-as évek – i. e. 390-es évek – i. e. 380-as évek – i. e. 370-es évek – i. e. 360-as évek – i. e. 350-es évek – i. e. 340-es évek – i. e. 330-as évek – i. e. 320-as évek
Évek: i. e. 382 – i. e. 381 – i. e. 380 – i. e. 379 –  i. e. 378 – i. e. 377 – i. e. 376 – i. e. 375 – i. e. 374 – i. e. 373 – i. e. 372

## Események

### Görögország
- Athén megköti a Spárta-ellenes második attikai tengeri szövetséget, amelynek mintegy hetven városállam volt a tagja.[1]
- A II. Ageszilaosz vezette spártaiak hadjáratot vezetnek Boiótiába és feldúlják Thébai környékét.

### Itália
- Rómában consuli jogkörű katonai tribunusok: Lucius Aemilius, Publius Valerius, Caius Veturius, Servius Sulpicius, Lucius Quinctius Cincinnatus Capitolinus, Caius Quinctius Cincinnatus.
- Aemilius és Valerius Satricumnál legyőzi a fellázadt latinokat és volscusokat. A legyőzöttek Antiumba menekülnek, de miután a rómaiak feldúlják a környező földeket, az antiumiak kiűzik a latinokat és megadják magukat Rómának. A latinok bosszúból felégetik Satricumot, majd megszállják Tusculumot - utóbbit a rómaiak hamarosan visszafoglalják.

### Perzsa Birodalom
- Mauszólosz lesz Kária perzsa szatrapája.

## Halálozások
- Hekatomnosz, Kária szatrapája

## Fordítás
- Ez a szócikk részben vagy egészben  a(z)   377 av. J.-C. című francia Wikipédia-szócikk ezen változatának fordításán alapul.  Az eredeti cikk szerkesztőit annak laptörténete sorolja fel. Ez a jelzés csupán a megfogalmazás eredetét és a szerzői jogokat jelzi, nem szolgál a cikkben szereplő információk forrásmegjelöléseként.